# Alois II
 (février 2019).
Si vous disposez d'ouvrages ou d'articles de référence ou si vous connaissez des sites web de qualité traitant du thème abordé ici, merci de compléter l'article en donnant les références utiles à sa vérifiabilité et en les liant à la section « Notes et références ».
Alois II, né le 26 mai 1796 et mort le 12 novembre 1858, est prince souverain de Liechtenstein de 1836 à 1858.

## Biographie
Aloïs II est le fils aîné du prince Jean Ier et de Josepha de Fürstenberg-Weitra (1776-1848). En 1831, il épouse la comtesse Franziska Kinský von Wchinitz und Tettau (1813-1881), de la famille Kinský. Ils ont onze enfants :
- Marie (1834-1909), épouse en 1860 le comte Ferdinand de Trautmansdorff (1825-1896)
- Caroline (1836-1885), épouse en 1855 le prince Alexandre de Schönburg-Hartenstein (1826-1896) ;
- Sophie (1837-1899), épouse en 1863 le prince Charles de Löwenstein-Wertheim-Rosenberg (1834-1921) ;
- Aloysia (1838-1920), épouse en 1864 le comte Henri de Fünfkirchen (mort en 1885) ;
- Ida (1839-1921), épouse en 1857 Adolphe-Joseph de Schwarzenberg (1832-1914) ;
- Jean II (1840-1929), prince de Liechtenstein ;
- Françoise (1841-1858) ;
- Henriette (1843-1931), épouse en 1865 son cousin germain, le prince Alfred de Liechtenstein (1842-1907) ;
- Anne (1846-1924), épouse en 1864 le prince Georges-Christian de Lobkowitz (1835-1908) ;
- Thérèse (1850-1938), épouse en 1882 le prince Arnulf de Bavière (1852-1907) ;
- François Ier (1853-1938), prince de Liechtenstein.

En 1842, Alois II est le premier prince de Liechtenstein à résider dans la principauté sur laquelle il règne.